# 積善山

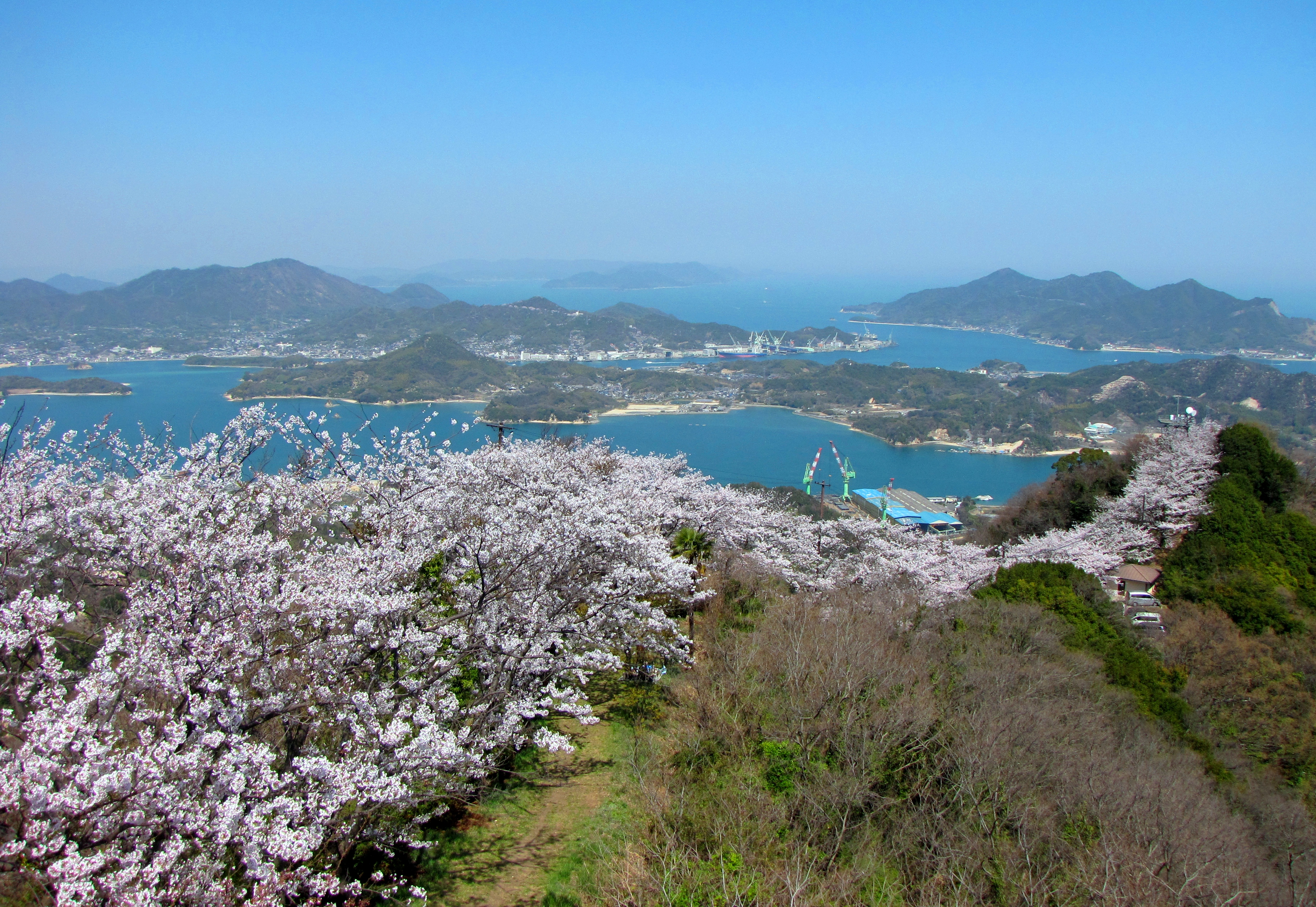
積善山山頂から、生名島・因島方面を望む

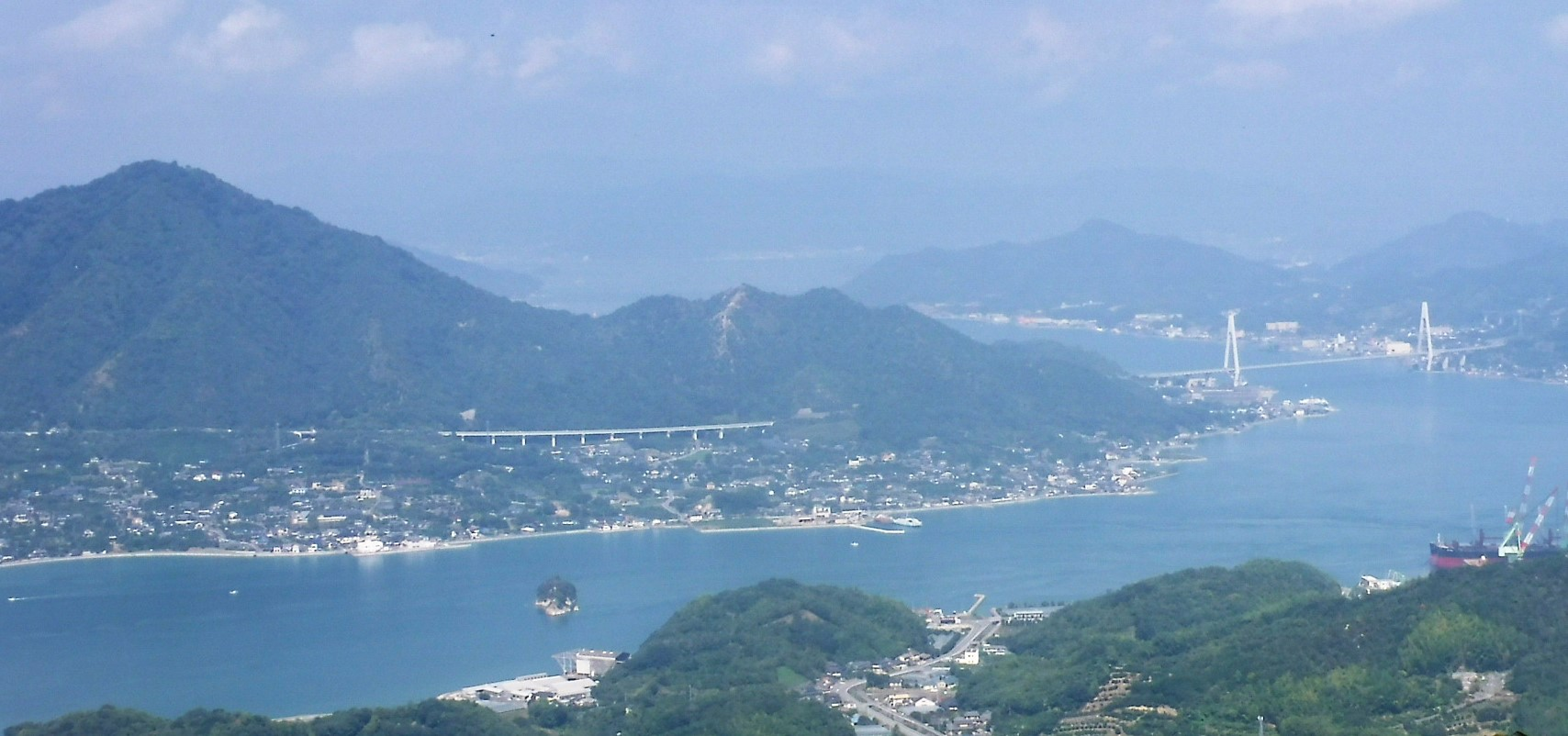
山頂からの眺め。生口島の洲江港と岩城島の小漕港（手前）。右側には西瀬戸自動車道の生口島橋。

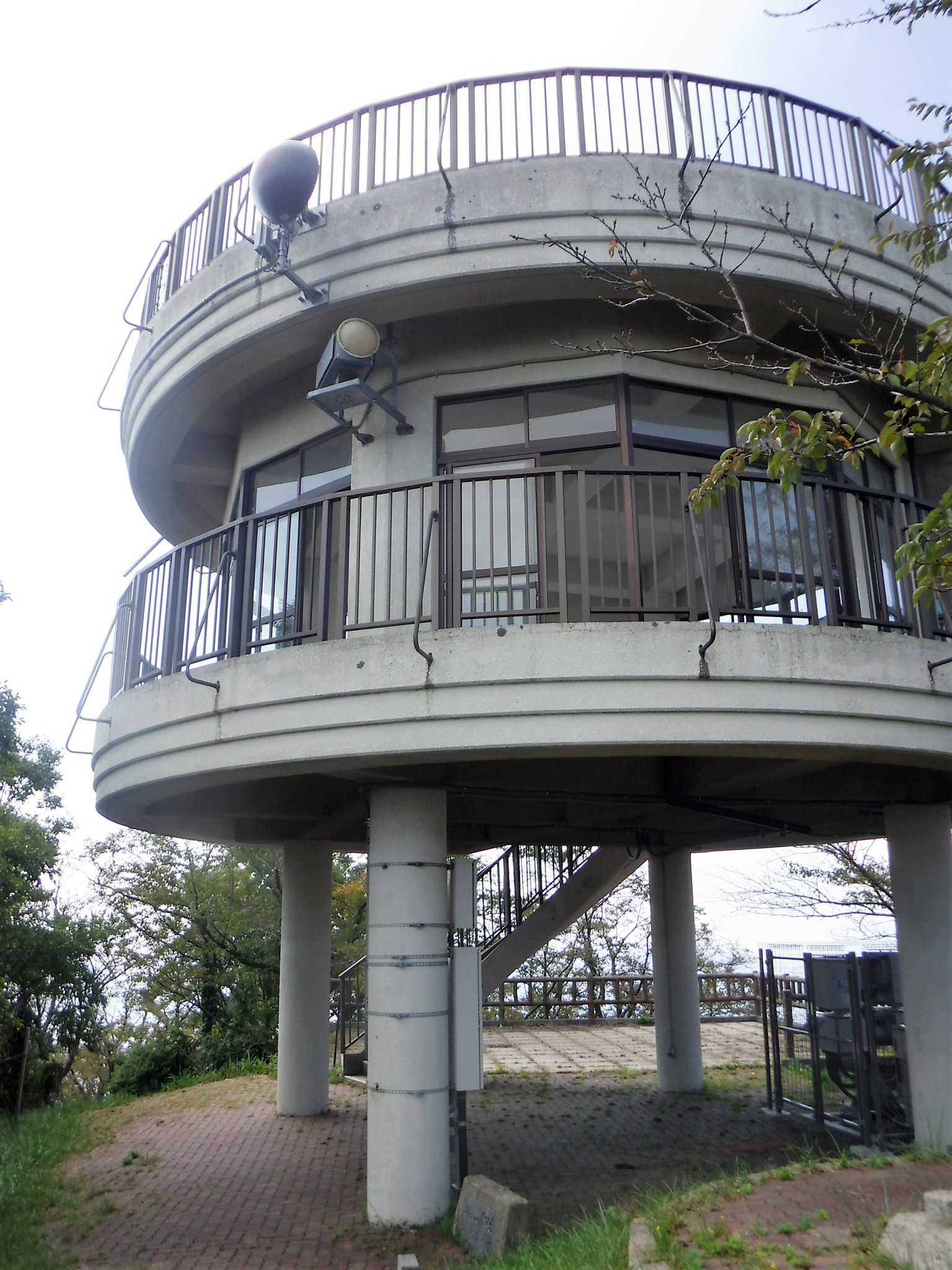
山頂にある展望台

積善山（せきぜんさん）は芸予諸島の岩城島にある標高369.8mの山。その放物線を描くような山容から、岩城富士の異名をとっている。

## 概略
岩城島のほぼ中央に位置し、北西側の小漕港付近と南東側の岩城港付近からそれぞれ自動車道が整備されており、山頂手前まで車で登ることが出来る。山頂手前の駐車場付近から山道に沿ってソメイヨシノやオオシマザクラ、山桜などの桜が生み出す約3000本の並木道が続いている。そして、その3000本の桜並木が、この山と海の景色に彩りを添えており、それが美しいということでつとに知られている。その帯状に咲く桜の織り成す景観は「天女の羽衣」の様であると称されるほどのものであり、「岩城の桜を一度観たら、一年長生きができる」という噂もあるほどである。岩城島の玄関口である　岩城港から続くおよそ6kmの登山道はハイキングコースとして人気が高い。さて、そのような桜並木の道を登り、山頂に至るとそこには360度全方位が見られる展望台が設けられており、瀬戸内海に浮かぶ芸予諸島の島々の多島美やしまなみ海道の橋の数々はもちろんのこと、南には石鎚山などの四国山地の山々を、北には中国山地の山々をも一望することができ、絶景であると評判である。
なお、毎年4月の桜のシーズンには桜祭りが開かれるなど、桜の名所として知られているが、その時期以外でもこの山には桜の他にもミモザ、ヤマツツジなどが植えられているほか、瀬戸内海の他の島々同様、みかんや、レモンの島として知られる岩城島名産のレモンなどの柑橘類の植物が、山の斜面に設けられた段々畑に植えられている関係で、一年を通して草木や花々を愛でることができる。
積善山は標高が高く、海からの風を捕まえやすいという、パラグライダーには地理的特性、および、気候的特性の点で適した特徴を有しており、それを生かして、山の中腹にはパラグライダー発射場が設けられている。そこから発射されるパラグライダーに乗ると、気流が良い場合は、上空の高度1,500m付近まで上がることが可能であるため、「まるで鳥になったよう」な気分で多々羅大橋や、大三島橋、生口橋などなど、しまなみ海道の橋の数々や芸予諸島の島なみを味わうことができるという。

## 脚註
1. 1 2 3 4 5   積善山（瀬戸マーレ（JB　2013年3月3日閲覧）
2. ↑  ウォッちず（備後土庄・岩城）　2013年3月13日閲覧
3. ↑  積善山いよ観ネット（愛媛県観光物産協会　2013年3月8日閲覧）
4. 1 2 3   積善山上島町商工会　2013年3月11日閲覧
5. 1 2 3 4 5  『SHIMAP』（発行元：瀬戸内しまなみ海道振興協議会　発行年月：2011年10月）
6. 1 2 3 4 5   積善山　今治地方観光協会　2012年12月23日閲覧
7. 1 2 3 4 5   観光情報（岩城エリア）（上島町ホームページ　2013年3月13日閲覧）
8. ↑  積善山三千本桜（カドガワマガジン『Walker Plus』・サントリー「金麦」　タイアップ企画「全国お花見900景2013」　2013年3月11日閲覧）
9. 1 2  積善山（Yamakei Online 2013年3月11日閲覧）
10. ↑  積善山（四国検定公式ホームページ　2013年3月9日閲覧）